# Tuyé

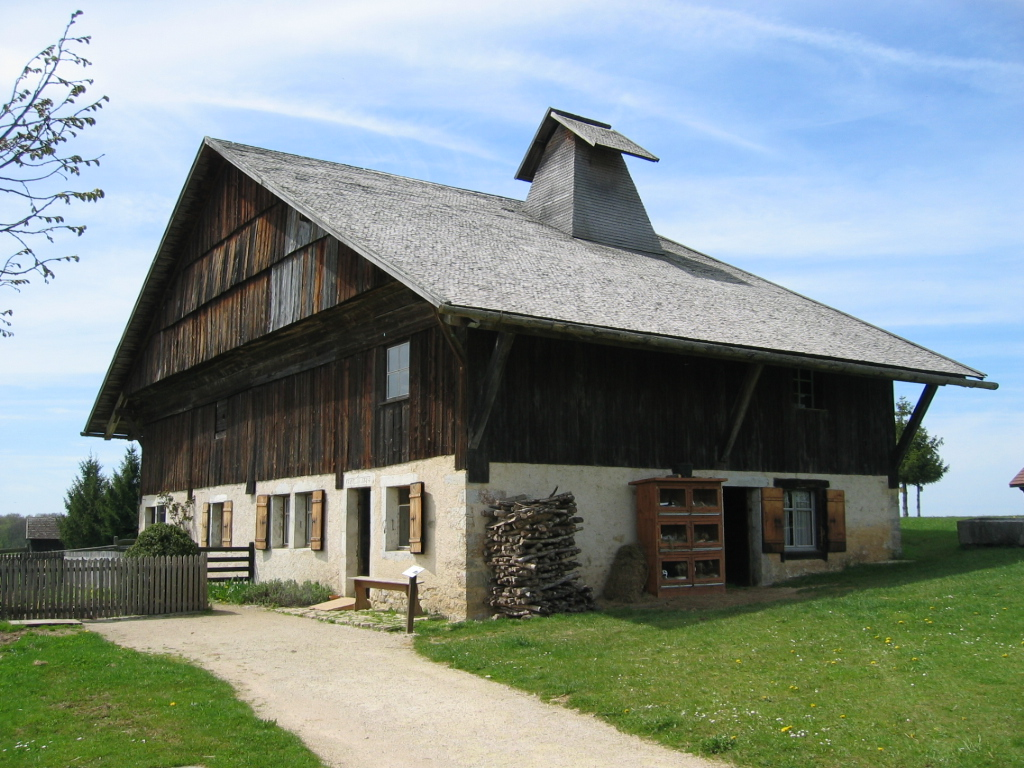
Ferme traditionnelle du Haut-Doubs en Franche-Comté des maisons comtoises de Nancray, avec « tuyé » sur le toit.

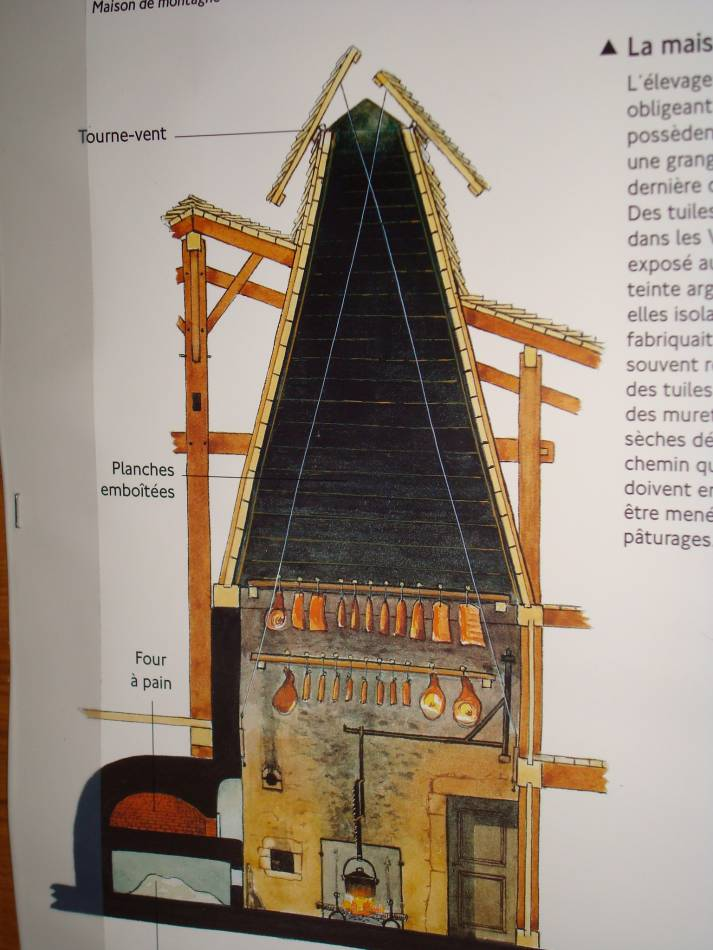
Schéma d'un tuyé ou tuhé.

Le tuyé, écrit également tuhé ou tué et prononcé « tué » est une pièce centrale des fermes du Haut-Doubs en Franche-Comté, notamment la région de Morteau, où l'on fait fumer la viande. Elle recueille les tuyaux de tous les poêles de la maison, d'où peut-être son nom d'après certains historiens (d'autres avançant une racine celte signifiant « toit »).

## Description
Le tuyé est, chez les montagnons, l'âtre où l'on fait brûler sapin, épicéa et genévrier à même le sol. Au-dessus, de longues perches horizontales où se fumeront tout doucement jambons, lard, saucisses, palette ou encore brési. La fumaison dure de quelques semaines à trois mois.
Une immense cheminée débouche sur le toit. L'orifice peut être ouvert ou fermé en fonction de la direction du vent à l'aide d'un système de chaînes manœuvré de l'intérieur qui actionne deux volets, l'un côté bise, l'autre côté vent (nom du vent d'ouest en Franche-Comté).
Le tuyé est obligatoire dans le cahier des charges de la saucisse de Morteau, dont la durée de fumaison ne peut être inférieure à 48 heures.